# Опедет
Опеде́т (фр. Oppedette, окс. Aupedeta) — коммуна во Франции, находится в регионе Прованс — Альпы — Лазурный Берег. Департамент коммуны — Альпы Верхнего Прованса. Входит в состав кантона Рейан. Округ коммуны — Форкалькье.
Код INSEE коммуны — 04142.

## Население
Население коммуны на 2008 год составляло 63 человека.
| 1962 | 1968 | 1975 | 1982 | 1990 | 1999 | 2008 |
| ---- | ---- | ---- | ---- | ---- | ---- | ---- |
| 32   | 43   | 52   | 62   | 38   | 56   | 63   |

## Экономика
В 2007 году среди 33 человек в трудоспособном возрасте (15—64 лет) 25 были экономически активными, 8 — неактивными (показатель активности — 75,8 %, в 1999 году было 53,8 %). Из 25 активных работали 20 человек (6 мужчин и 14 женщин), безработных было 5 (3 мужчин и 2 женщины). Среди 8 неактивных 1 человек был учеником или студентом, 3 — пенсионерами, 4 были неактивными по другим причинам.

## Достопримечательности
- Приходская церковь Сен-Дидье (1834 год)

## Фотогалерея
- Опедет